# GE BWR
GE BWR (englisch boiling water reactor, deutsch Siedewasserreaktor, Abk. SWR) ist eine weit verbreitete Baureihe von Siedewasserreaktoren des Herstellers General Electric.
Der Reaktor im Kernkraftwerk Vallecitos gilt als Vorläufer dieser Baulinie. Sechs Varianten von Siedewasserreaktoren wurden von General Electric im Verlauf der 1950er bis Anfang der 70er Jahre im Rahmen dieses Designs entwickelt. Zu dieser Baureihe gibt es 3 verschiedene Containments, Mark I, II und III. Nachfolger dieser Designs sind der Fortgeschrittene Siedewasserreaktor und der Economic Simplified Boiling Water Reactor.

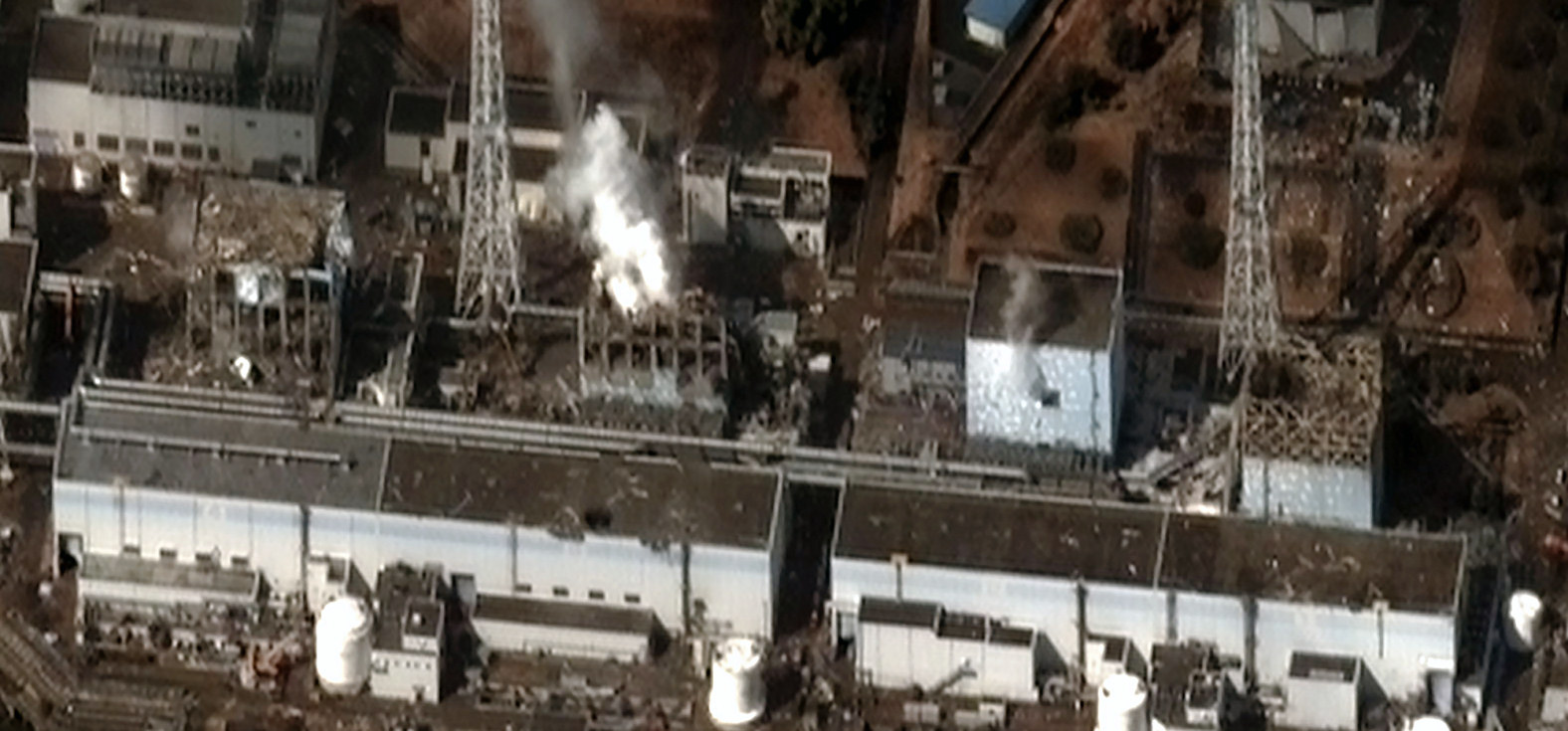
Havariertes Kernkraftwerk Fukushima nach Erdbeben, Tsunamis und Explosionen

Das Design ist unter anderem wegen der Nuklearkatastrophe von Fukushima bekannt, bei der 3 von 6 Reaktoren eine Kernschmelze erfuhren. Alle Reaktorblöcke des Kraftwerksstandorts waren von General Electric entworfen worden. Bei Block 1 des Kraftwerks handelt es sich um einen BWR-3, die anderen havarierten Reaktoren sind BWR-4 Reaktoren.  

## Reaktoren
- Siedewasserreaktor in Vallecitos: Vorläufer der BWR-Baulinie, nur im Kernkraftwerk Vallecitos
- BWR-1: Weiterentwicklung des VBWR, 1955 entwickelt und gebaut in den Kernkraftwerken Gundremmingen A, Dresden 1, Big Rock Point, ...
- BWR-2: Im Jahr 1963 mit ca. 500–650 MWe eingeführt. Diese Reaktoren und ihre Nachfolger zählen zu der 2. Generation von Kernreaktoren.
- BWR-3: Eingeführt im Jahr 1965 mit 800 MWe im Kernkraftwerk Dresden und besseren Notkühlsystemen. Dieser Reaktortyp wurde auch in Block 1 des Kernkraftwerk Fukushima Daiichi eingesetzt, bis er im Jahr 2011 havarierte.

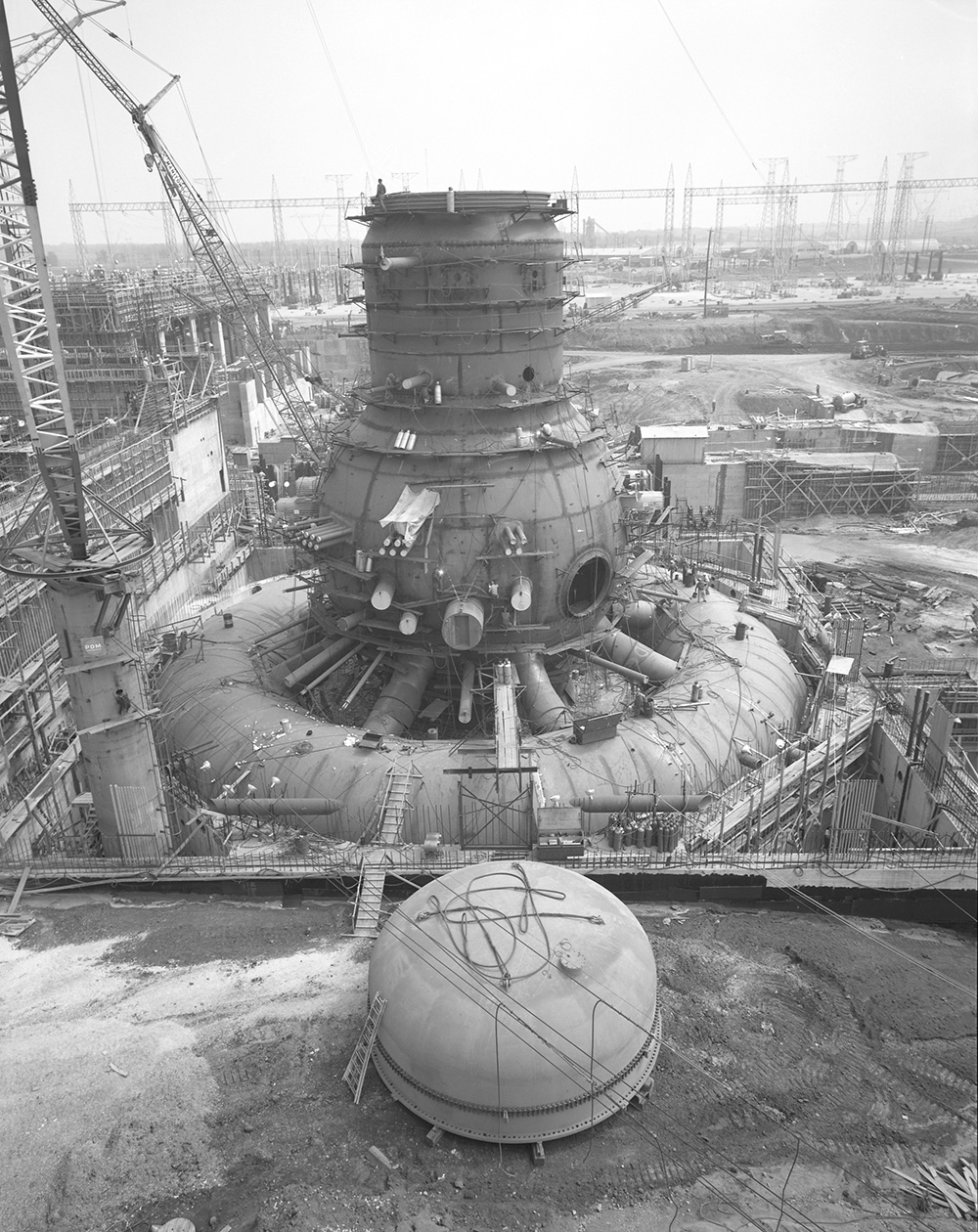
Baustelle des KKW Browns Ferry, das Containment des Typen Mark-I ist zu sehen

- Baustelle des KKW Browns Ferry, das Containment des Typen Mark-I ist zu sehenBWR-4: Eingeführt im Jahr 1966. Diese Reaktoren stehen mit ca. 1100 MWe u. a. im Kernkraftwerk Browns Ferry. Dieser Reaktor wird mit Mark I und II Containment gebaut.
- BWR-5: Eingeführt im Jahr 1969. Auch der BWR-5 generiert ca. 1100 MWe. Nur mit Mark II Containment erhältlich.
- BWR-6: Eingeführt im Jahr 1972. Mit 600 bis 1400 MW elektrischer Leistung und verbessertem Notkühlsystem. Mark-III Containment wird nur für diesen Reaktortypen verwendet.
- ABWR: Erfüllt Anforderungen für Generation III Reaktoren und gilt als erster dieser Gruppe. (Für Mehr, siehe Artikel „Fortgeschrittener Siedewasserreaktor“)
- ESBWR: Konzept für Siedewasserreaktoren der Generation III+ mit passiven Schutz- und Kühlsystemen.

## Brennelemente

### GE-2
- 7x7 Brennstab Zusammensetzung.[1]
- Breite: 5,438" Länge: 171,125".[1]

### GE-3
- Verbesserte 7x7 Brennstab Zusammensetzung mit 49 Brennstäben.[1]
- Größe gleich wie bei GE-2.[1]

### GE-4
- 8x8 Brennstab Zusammensetzung aus 63 Brennstäben und einem "Wasserstab" für die Kühlung der Brennstäbe.[1]
- Größe gleich wie bei GE-2.[1]

### GE-5
- 8x8 Brennstab Zusammensetzung aus 62 Brennstäben und zwei "Wasserstäben" für die Kühlung der Brennstäbe.[1]
- Größe gleich wie bei GE-2[1]

## Containment
Für General Electrics Baureihe von Siedewasserreaktoren gibt es drei Containments:

### Mark-I Containment

Mark-I Containment

Ein Glühbirnenförmiger trockener Teil und ein torusförmiges Drückabbaubecken.

### Mark-II Containment
Auch in Form einer Umgedrehten Glühbirne aber ohne Torus und mit integriertem Druckabbaubecken.

### Mark-III Containment
Eigenschaften von typischen Druckwasserreaktor-Containments wurden für das Mark-III Containment verwendet. Außerdem ist das 3. Containment-Design von GE mit verbesserter seismischer Reaktion versehen.